# シコルスキー S-61R
シコルスキー S-61R
アメリカ空軍のHH-3E ジョリーグリーンジャイアント
- 用途：輸送ヘリコプター
- 製造者：シコルスキー、アグスタ
- 運用者：
  -  アメリカ合衆国（アメリカ空軍）
  -  イタリア（イタリア空軍）他
- 初飛行：1959年
- 運用開始：1961年
- 原型機：シコルスキー S-61

シコルスキー S-61R（Sikorsky S-61R）は、アメリカ合衆国のシコルスキー社で輸送と捜索救難用にSH-3 シーキングから開発された双発ヘリコプターであり、イタリアのアグスタ社ではAS-61Rとしてライセンス生産された。S-61Rは、アメリカ空軍ではCH-3C/E シーキングとHH-3E ジョリーグリーンジャイアントとして、アメリカ沿岸警備隊ではHH-3F ペリカンとして使用された。

## 開発

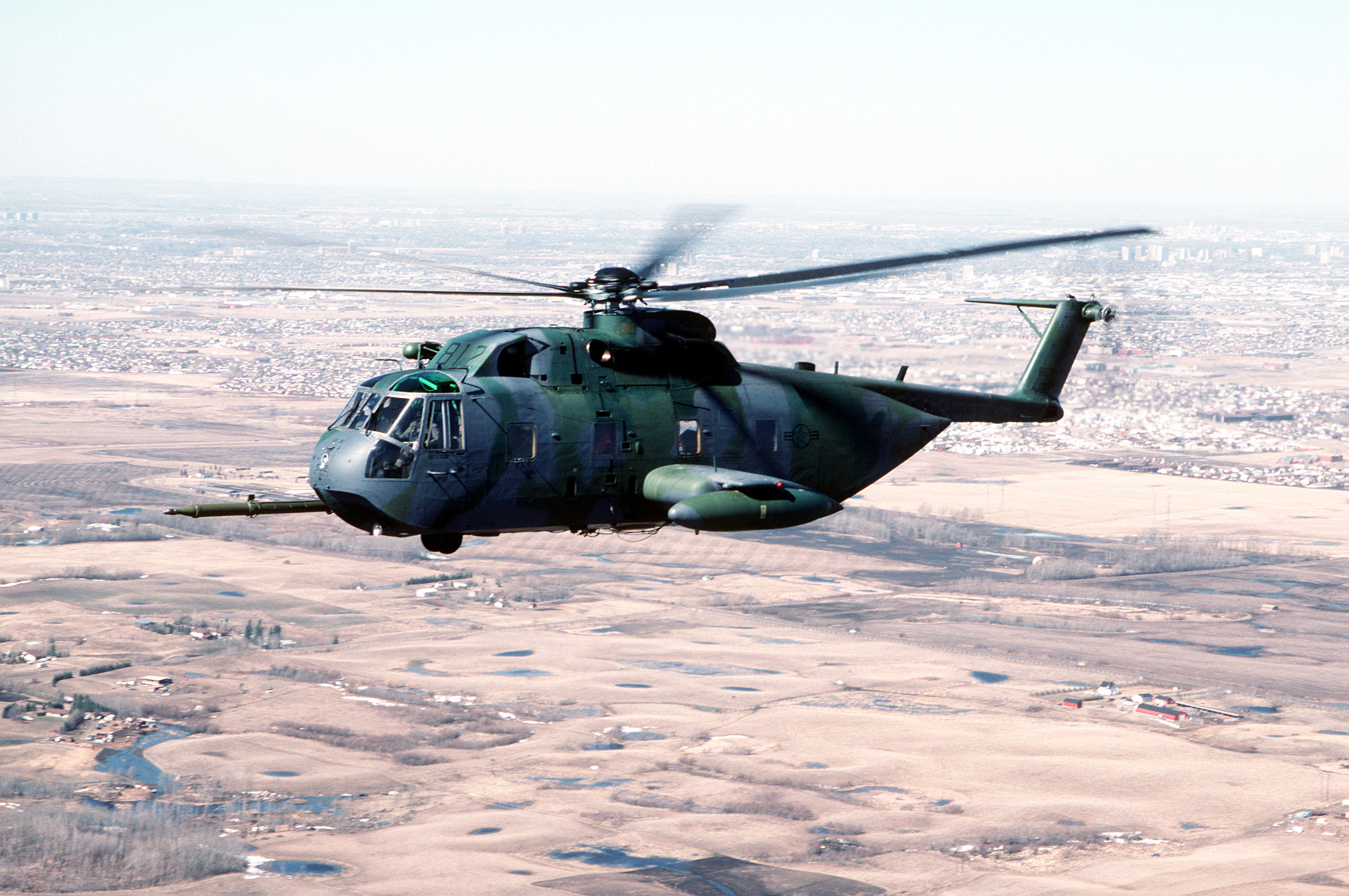
カナダ上空を飛行するアメリカ空軍のHH-3E ジョリーグリーンジャイアント

シコルスキー S-61Rは、S-61/SH-3 シーキングの派生型としてシコルスキー社で開発された機種で、実質的には後部ローディングランプを備えた胴体へ刷新した機体であり、S-61の船形の代わりに通常の形式の水密構造の胴体と引き込み可能な首車輪式降着装置を持っていた。この胴体形式はシコルスキー社によって後により大型のCH-53 シースタリオンや、はるか後年になり（同様の大きさの）S-92に採用された。
シコルスキー社はS-61Rの試作機をプライベートベンチャーとして開発し、1963年に初飛行を行った。アメリカ空軍は開発中に本機を発注し、CH-3Cの名称を与えた。空軍は、CH-3Cを地上に脱出したパイロットの救出に使用した。より強力なエンジンを搭載したCH-3Eが1965年に登場した。
後に登場した改良型のHH-3Eは8機が生産され、CH-3E全機がこの仕様に改装された。「ジョリーグリーンジャイアント」として知られるHH-3Eは装甲板、自動防漏式燃料タンク、飛行時収納式給油プローブ、投棄式外部燃料タンク、高速ホイストやその他特殊装備を備えていた。
1965年にアメリカ沿岸警備隊はHH-3F シーキング（より一般的には「ペリカン」という名称で知られる）と命名した型を全天候救難機として発注した。ペリカンは、機首左側に片寄せて配置したアンテナレドーム内に捜索レーダーを装備し、水面への着水性能を有していた。
イタリアのアグスタ社はS-61RをAS-61Rの名称でライセンス生産した。22機をイタリア空軍向けに生産し、アグスタ社は36ヶ月で追加のAS-61を製造するラインを再開できると主張していた。

## 運用

### アメリカ合衆国

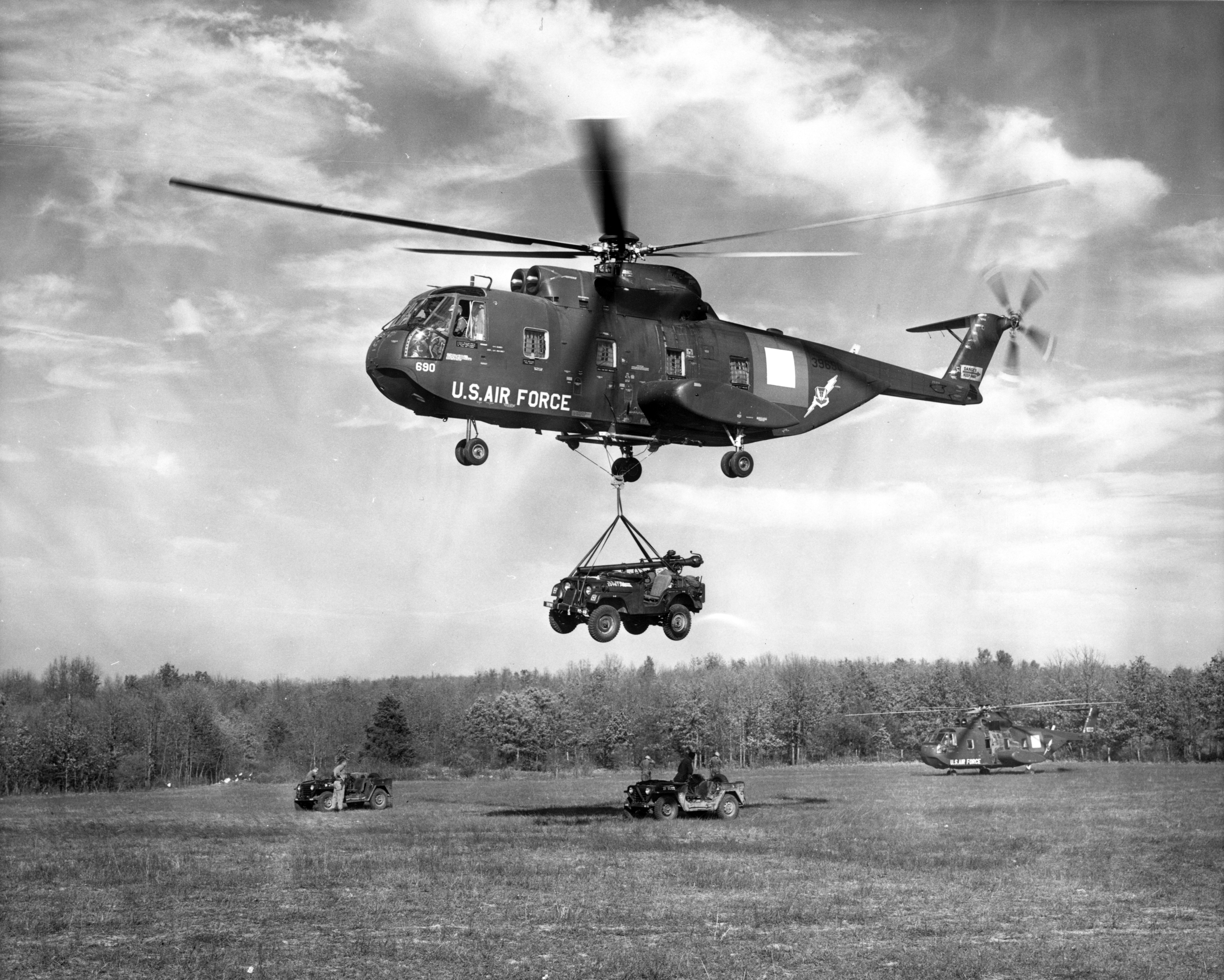
1960年代のCH-3C

アメリカ空軍では幾つかの型が軍事空輸軍団（MAC）の空中救難飛行隊（air rescue squadrons）、航空救難/回収（aerospace rescue and recovery squadrons）や航空戦闘軍団（ACC）の救難飛行隊（rescue squadrons）、その他世界中の空軍の主要な航空軍団で使用された。また、幾つかの空軍予備役軍団や空軍州兵の救難飛行隊でも使用された。空軍予備役軍団や空軍州兵を含むアメリカ空軍のHH-3E全機は1990年代に退役し、現在のHH-60 ペイブ・ホークに代替された。
HH-3Fは、1960年代-1990年代末にかけての期間信頼性に富む使役馬であった。アメリカ沿岸警備隊のHH-3Fは全機HH-60J ジェイホークに代替されつつある。

#### 大西洋横断飛行
1967年5月31日-6月1日にかけてアメリカ空軍の2機のHH-3Eがヘリコプターによる初の大西洋横断無着陸飛行を実施した。早い時間にニューヨークを出発した2機は、30時間46分の飛行後に1967年度パリ航空ショーが開催されているル・ブルジェ空港に到着した。横断中には飛行中に9回の空中給油を要した。これらの機体は後に1969年と1970年に東南アジアで戦闘行動中に失われた。

#### 栄典と勲章
その戦闘任務の性格上（特に東南アジアでの）、運用されたH-3の搭乗員の多くに栄典と勲章が与えられた。アメリカ合衆国で最高の軍事勲章である名誉勲章が1967年11月9日にジェラルド・ヤング大尉に授与された。ヤング大尉は、第37航空救難/回収飛行隊所属のHH-3E 66-13279を操縦して、ラオスで敵砲火に包囲された陸軍部隊を救出しようとしていた。ヤングは、乗機が撃墜されると炎上する残骸から脱出し、重傷を負ったにもかかわらず捕虜にならないように救出されるまで17時間にわたり逃げ続けた。

### イタリア

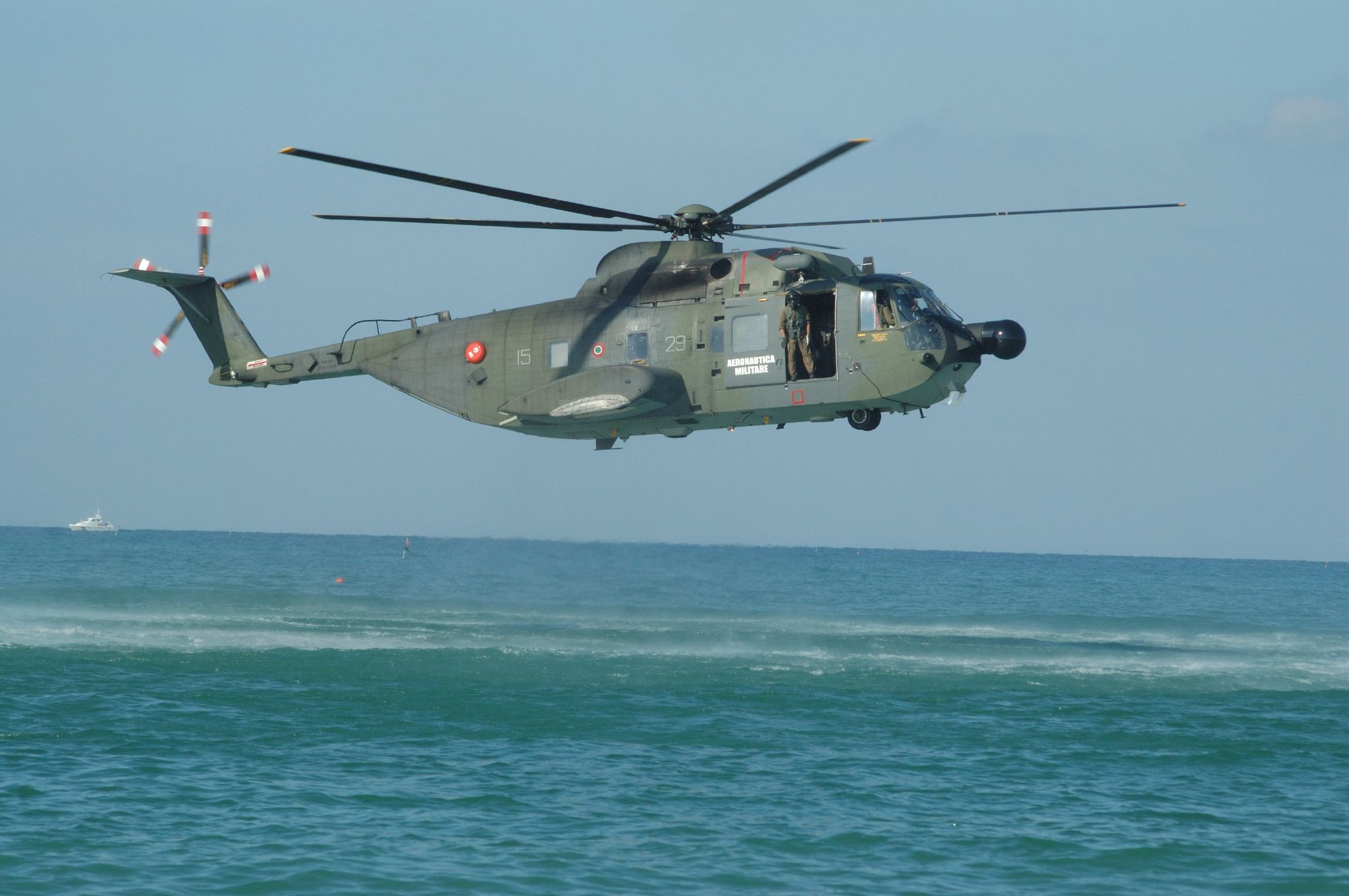
イタリア空軍のHH-3F

イタリアのアグスタ社が1974年にライセンス生産を始め、洋上での捜索救難任務用に使用していたグラマン HU-16 アルバトロスの代替として22機を納入した。イタリア空軍のAS-61Rは平時での捜索救難、紛争や軍事任務での戦闘捜索救難（C/SAR：Combat SAR）活動に従事している。全機が第15強襲飛行団「ステファノ・カーニャ」（15° Stormo Stefano Cagna）の5個飛行隊により運用され、イタリア内の4箇所の基地に配備されている。
1993年から第15強襲飛行団は、イタリア国内の自然災害時に民間人の救援任務に従事している。第83中央戦闘捜索救難飛行隊（83º Centro C/SAR）は、イタリア軍が派遣されたソマリア、アルバニア、ボスニア、コソボ、イラク、アフガニスタンといった国外の地域における幾つかの作戦で敵対地域での捜索救難任務に従事した。

## 派生型

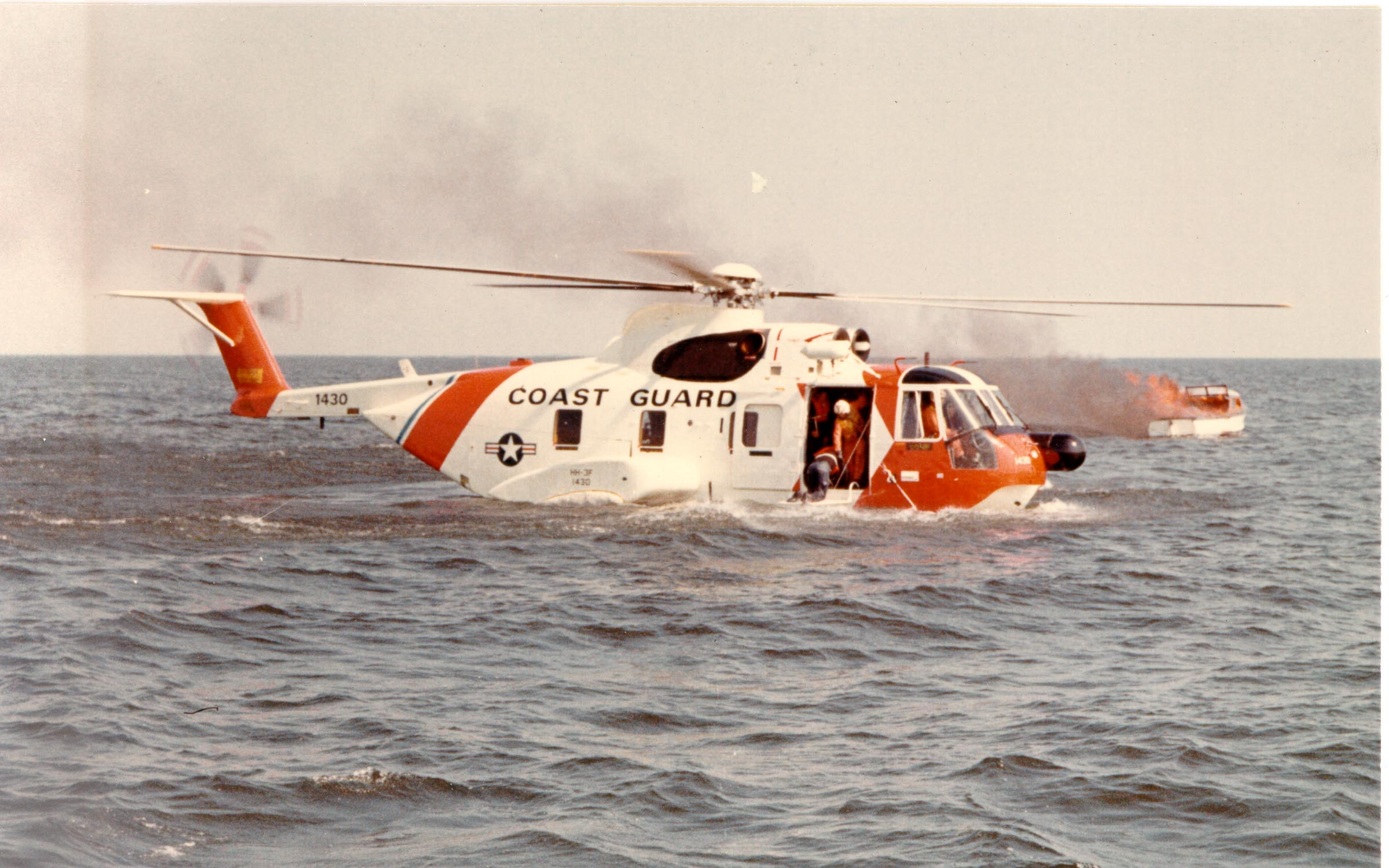
着水し、水陸両用能力を示すアメリカ沿岸警備隊のHH-3F ペリカン

S-61R
軍用輸送ヘリコプター。シコルスキー社の型番。
HR3S-1
アメリカ海兵隊向け輸送ヘリコプターの提案型。キャンセル。
S-61R-10
シコルスキー社で運用された試作機。1963年6月17日初飛行。
S-61R-12
アルゼンチン空軍向けの1機、HH-3F仕様。
CH-3C
アメリカ空軍向け長距離軍用輸送ヘリコプター。75機製造。
CH-3E
アメリカ空軍向け長距離軍用輸送ヘリコプター。45機製造。
HH-3E ジョリーグリーンジャイアント
アメリカ空軍向け長距離捜索救難ヘリコプター。10機製造とCH-3Eからの改装。
MH-3E
アメリカ空軍向け特殊任務仕様。
VH-3E
アメリカ空軍のVIP輸送ヘリコプター。
HH-3F ペリカン
アメリカ沿岸警備隊向け長距離捜索救難ヘリコプター。40機製造。
AS-61R（HH-3F ペリカン）
イタリアのアグスタ社が1974年からライセンス生産した長距離捜索救難ヘリコプター。22機製造。

## 運用国

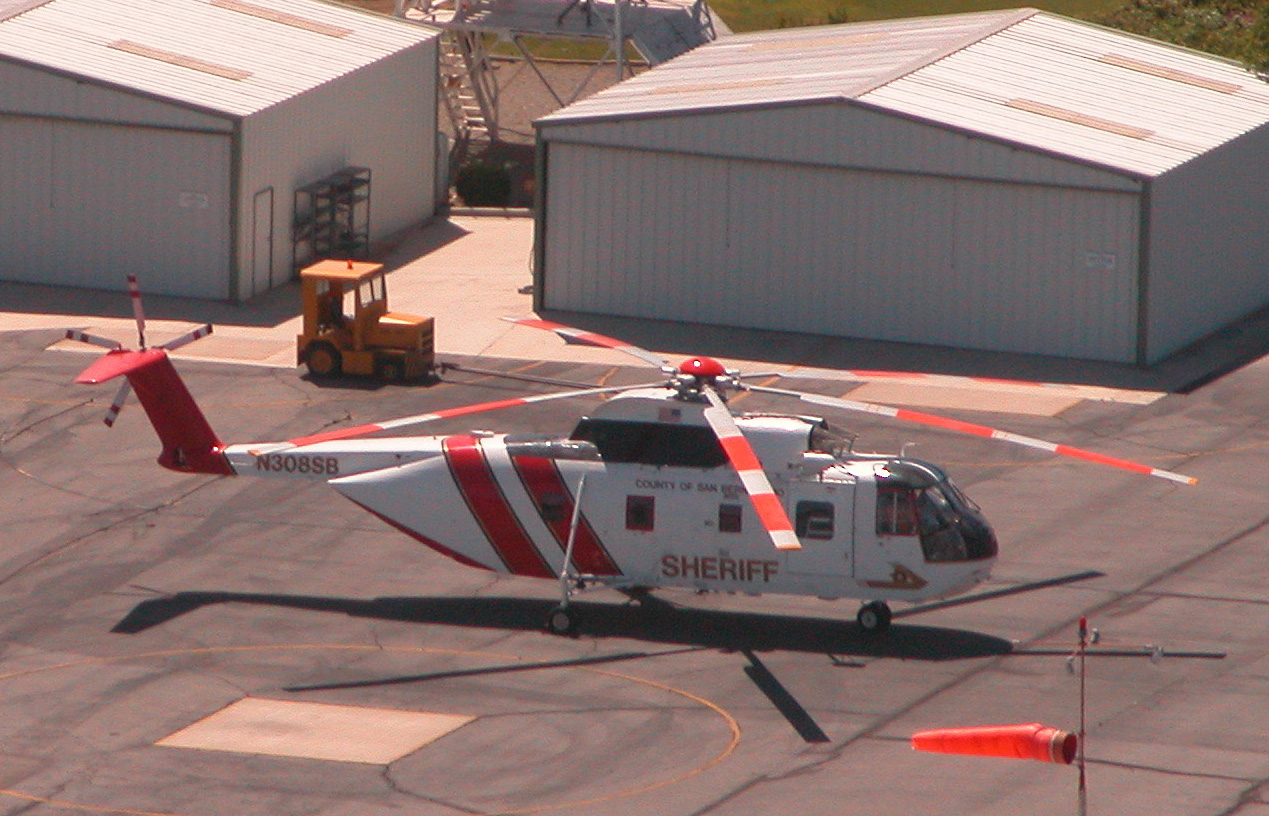
サンバーナーディーノ郡保安官事務所のCH-3E s/n 63-9691（リアルトにて）

### 軍事運用
アルゼンチン
- アルゼンチン空軍は1975年に大西洋での作戦用に新造のS-61R-12を1機受領し、後にこれは大統領専用ヘリコプターになった[8]。
- アルゼンチン海軍航空隊

 イタリア
- イタリア空軍は、37機のアグスタ製AS-61Rを受領した[9]。全機が第15強襲飛行団「ステファノ・カーニャ」（15° Stormo Stefano Cagna）が運用し、イタリア半島全土の5飛行隊に配備されていた。
  - 81° C.A.E.（Centro Addestramento Equipaggi=搭乗員訓練センター）, チェルヴィア空軍基地
  - 82° Centro C/SAR, トラパニ
  - 83º Gruppo C/SAR, チェルヴィア空軍基地
  - 84° Centro C/SAR, ブリンディジ
  - 85° Centro C/SAR, プラティカ・ディ・マーレ空軍基地

 チュニジア
- チュニジア空軍には数機の元アメリカ空軍のHH-3Eが1994年に配備された[10][11]。

 アメリカ合衆国
- アメリカ空軍
- アメリカ沿岸警備隊

### 民間運用
日本でも海上保安庁が導入を計画したものの、コスト面での不安から、双発機ながらも本機より小型のベル 212に変更されたという経緯があった。
 アメリカ合衆国
- カーソン・ヘリコプター
- ヘバーグリーン・ヘリコプター
- サンバーナーディーノ郡保安官事務所（CH-3C）

## 展示機

### アルゼンチン
展示中
- S-61R-12 H-02 - マロン基地にあるアルゼンチン空軍の博物館（スペイン語: Museo Nacional de Aeronautica）の元大統領専用機( picture )

### アメリカ合衆国
展示中
- CH-3E 63-9676 - 国立アメリカ空軍博物館, ライト・パターソン空軍基地, オハイオ州
- CH-3E 65-5960 - カリフォルニア航空博物館, マックリーン空港（元マックリーン空軍基地）, サクラメント, カリフォルニア州
- HH-3E 65-12797 - カロリナス航空博物館, シャーロット・ダグラス国際空港, シャーロット, ノースカロライナ州
- HH-3F USCG 1486 - 国立海軍航空博物館, ペンサコラ海軍基地, フロリダ州

保管または修復中
- HH-3E 66-13290 - リーランド・T・ケネディが2回の内の最初の空軍十字章を受勲した時の機体が国立航空宇宙博物館に収蔵

## 要目
(HH-3E) Evergreen, Globalsecurity
- 乗員：3名
- 搭乗者数：28名まで
- 全長：22.3m（73ft）
- 全高：5.51m（18ft 1in）
- 主ローター直径：18.9m（62ft）
- 空虚重量：6,051kg（19,234lb）
- 最大離陸重量：10,000kg（22,050lb）
- 円盤荷重：2,948kg（6,500lb）
- エンジン：2×ゼネラル・エレクトリック T58 ターボシャフトエンジン、1,500hp（1,119kW）
- 主ローター：5枚ブレード
- 最高速度：265km/h=M0.22（165mph 143knots）
- 航続距離：1,254km（779 mi 677NM）
- 巡航高度：5,334mまたは6,400m（17,500 or 21,000ft）
- 上昇率：400-670m/min（1,310-2,220ft/min）
- 搭載燃料：2,585L（683 US gal）
- 武装
  - 運用国により様々な武装を装備
  - 幾つかの型にはドアガンを装備（en:U.S. Helicopter Armament Subsystems# CH-3E Sea King/HH-3E Jolly Green Giant (Sikorsky S-61R)を参照）

## 登場作品

### 映画
『ザ・ロック』
アメリカ海軍所属機としてCH-3が登場。テロリストに占拠されたアルカトラズ島の奪還に向かう主人公やNavy SEALs隊員たちを、レーダーに探知されないように低空飛行しながら島の近くまで輸送し、海中へ降下させる。
『デイ・アフター・トゥモロー』
イギリス軍所属機としてCH-3が3機登場。スーパー・フリーズ現象に巻き込まれてテールローターや計器類が凍り付き、操縦不能となって墜落してしまう。
『トップガン』
アメリカ沿岸警備隊所属のHH-3Fが登場。F-14 トムキャットから脱出した主人公らの救助を行う。
『リバイアサン』
HH-3Fが登場。クライマックスにて、漂流する主人公たちの救助に飛来する。